# Croquefer, ou Le dernier des paladins
Croquefer, ou Le dernier des paladins es una opéra bouffe de Jacques Offenbach con libreto en francés de Adolphe Jaime y Étienne Tréfeu, estrenada en 1857. En el ámbito hispano es conocida bajo el título castellano de El caballero feudal, con el que se dio a conocer en Madrid en 1871.

## Historia interpretativa
La obra fue estrenada exitosamente en el Théâtre des Bouffes-Parisiens de la rue Monsigny de París el 12 de febrero de 1857. Le siguieron montajes en Budapest (como A vasgyúró) y en Viena (como Ritter Eisenfrass), ambos en 1864, y posteriormente en Londres (como The Last of the Paladins) en 1868. Ya se había podido conocer en Inglaterra el 1 de julio de 1857 en el St. James's Theatre durante la segunda visita de Offenbach a Londres, adaptada por su suegro John Mitchell, cuando el compositor llevó de gira su compañía de los Bouffes-Parisiens, orquesta incluida, y ofreció 19 obras distintas, 11 de su propia autoría. El estreno español tuvo lugar en el Teatro de los Bufos Arderíus el 27 de abril de 1871 con adaptación del dramaturgo Salvador María Granés; bajo esa denominación fue conocido el Teatro del Circo durante parte de la actividad empresarial de Francisco Arderíus con su compañía de zarzuela bufa.
Los autores desafiaron la regulación teatral que prohibía poner en escena en las salas pequeñas de París espectáculos con más de cuatro personajes, añadiendo un quinto personaje mudo que tan solo “cantaba” a través de gruñidos y ladridos durante el “quinteto”. En el dúo Offenbach parodia las convenciones de los espectáculos de la Sala de la rue Le Peletier, entonces sede de la Ópera de París, introduciendo citas de óperas de Meyerbeer, Donizetti y Halévy.
El telefilme Offenbachs Geheimnis (1996), dirigido por István Szabó y que cuenta con Graham Clark y Laurence Dale en su reparto, incluye una interpretación completa de Croquefer. Croquefer fue repuesto por la Compagnie Les Brigands en el Théâtre de l'Athénée de París integrado en un programa doble junto a L'Île de Tulipatan en diciembre de 2012.

## Personajes
| Papel versión original / Papel adaptación castellana                                                         | Tipología vocal | Reparto del estreno absoluto, 12 de febrero de 1857 (Director: Jacques Offenbach) | Reparto del estreno de la adaptación castellana, 27 de abril de 1871 |
| --- | --------------- | --------------------------------------------------------------------------------- | -------------------------------------------------------------------- |
| Croquefer / Testaferro, un caballero infiel y desvergonzado                                                  | tenor           | Étienne Pradeau                                                                   | Juan Orejón                                                          |
| Boutefeu / Botafuego, su terco escudero                                                                      | tenor           | Léonce                                                                            | Gabriel S. Castilla                                                  |
| Ramasse-ta-Tête / Corniveleto, su sobrino; un caballero de buen corazón y cabeza, pero de malas pulgas       | tenor           | Henri Tayau                                                                       | Ramón Rosell                                                         |
| Fleur-de-Soufre / Flor de Azufre, una desafortunada princesa que se resigna a convertirse en asesina         | soprano         | Maréchal                                                                          | Elisea Rager                                                         |
| Mousse-à-Mort / Duratesta, un caballero desmembrado, padre de Fleur-de-Soufre, que ha retornado de Palestina | tenor           | Michel                                                                            | Luis Ponzano                                                         |
| Coro: Guardias armados, vasallos y niños soldados                                                            |                 |                                                                                   |                                                                      |

## Argumento
La escena muestra la terraza de la torre almenada medio destruida de un castillo. En el horizonte se divisa el campo; a la izquierda una celda con una parrilla colocada hacia el público. Sobre las tablas una trampilla simula la entrada a la torre desde la terraza. Una puerta conduce al interior del castillo.
Boutefeu, el escudero de Croquefer, examina el horizonte con un telescopio. Croquefer sube a la terraza justo cuando se traga su último sable. Mousse-à-Mort, el enemigo jurado de Croquefer se acerca al castillo con seis hombres armados, presumiblemente para rescatar a su hija Fleur-de-Soufre, a quien Croquefer secuestró quince días antes y que languidece en una inmunda celda. Una guerra de 23 años ha arruinado a Croquefer y su castillo, y él quiere ponerle fin. Aunque Mousse-à-Mort ha perdido la mayoría de las partes de su cuerpo en combate (incluida su lengua), Croquefer todavía le tiene miedo y le gustaría hacer las paces con él. Boutefeu alinea muñecos con apariencia de soldados para dar la impresión de que Croquefer todavía conserva su ejército.
Sin embargo, cuando Mousse-à-Mort (empleando carteles con mensajes escritos para comunicarse) lo desafía, aparece el sobrino de Croquefer, Ramasse-ta-Tête. Croquefer le ordena que vigile a la hija de Mousse-à-Mort y le invita a tomar alguna de sus bebidas.
Desde la celda donde está encerrada, Fleur-de-Soufre llama a Ramasse-ta-Tête y se cantan un dúo de amor paródico (citando óperas conocidas de la época), y luego bailan y cantan dispuestos a irse juntos a la Opéra. Boutefeu y Croquefer salen a escena y se unen al baile.
Cuando Mousse-à-Mort entra, Croquefer le da dos opciones: o Fleur-de-Soufre se casa con él o la matan. Independientemente, Boutefeu y Fleur-de-Soufre conspiran para servir vino envenenado a sus adversarios. Cuando salen a escena hombres armados leales a Mousse-à-Mort, Ramasse-ta-Tête acepta someterse, siempre que pueda casarse con Fleur-de-Soufre. Ella está de acuerdo. Justo cuando Croquefer y Mousse-à-Mort están a punto de pelear, los venenos empieza a hacer su efecto, produciendo una diarrea colectiva. Ambos corren fuera del escenario, para regresar, recuperando sus dueños la espada (Croquefer) y la lengua (Mousse-à-Mort). En este punto, Boutefeu presenta en una bandeja de plata una carta que acaba de llegar: Croquefer suplica la indulgencia a su audiencia; el compositor y su libretista están siendo llevados al manicomio de Charenton.

## Números musicales
- Obertura
- Balada « Mon château qu'il est chic ! »
- Terceto « Oui, c'est moi comme Mars en Carême »
- Dúo « Comment c'est vous, un gentilhomme ! »
- Galope
- Brindis « A vos santés je bois »
- Marcha
- Quinteto « O ciel ! o ciel ! »
- Final « O vous tous qui m'écoutez »